# Pseudochazara esquilinus
Pseudochazara esquilinus är en fjärilsart som beskrevs av Hans Fruhstorfer 1911. Pseudochazara esquilinus ingår i släktet Pseudochazara och familjen praktfjärilar. Inga underarter finns listade i Catalogue of Life.